# L.A. Live
Complexo L.A. Live visto à noite
L.A. Live é um complexo de entretenimento no distrito de South Park, no centro de Los Angeles, Califórnia. É adjacente ao Staples Center e ao Los Angeles Convention Center.
O LA Live foi desenvolvido pela Anschutz Entertainment Group (AEG), Wachovia Corp, Azteca Corp, empresa de investimentos MacFarlane Partners e com diferimentos de impostos pagos pelos contribuintes de Los Angeles. A construção custou aproximadamente US$2.5 bilhões. O escritório de arquitetura responsável pelo plano diretor e pela fase dois dos edifícios foi a RTKL Associates, sediada em Baltimore, Maryland.

## Cronologia
A construção inicial no L.A. Live começou em setembro de 2005. A primeira fase foi inaugurada em outubro de 2007 e continha o Microsoft Theatre, o Microsoft Square, uma praça de varejo, além de uma garagem subterrânea, contendo uma fração do total esperado de 4.000 vagas no projeto.
| Estágio     | Descrição da fase | Abertura agendada | Status    |
| ----------- | --- | ----------------- | --------- |
| Estágio I   | Microsoft Theater com 7.100 lugares e Microsoft Square                                                                                                | ]                 | Concluído |
| Estágio II  | Estúdios da ESPN e complexo de restaurantes / fliperamas da ESPN Zone, restaurantes, Grammy Museum, Club Nokia, boliche Lucky Strike e The Conga Room | ]                 | Concluído |
| Estágio III | O hotel Ritz-Carlton/JW Marriott, de 54 andares, e o multiplex de 14 salas da West Coast, operado pelo Regal Entertainment Group .                    | ]                 | Concluído |

## Características
O L.A. Live tem uma área total de 520.260 m² entre salões de baile, bares, salas de concerto, restaurantes, salas de cinema e uma torre de 54 andares para hotéis e condomínios em uma área de 27 acre(s)s (10,9 ha). O complexo tornou-se o lar da AEG e da sede da Herbalife em 2008.

### Xbox Plaza
Xbox Plaza (formalmente Microsoft Square) é uma praça ao ar livre de 3.716 m² que serve como ponto de encontro central do L.A. Live. O The Square oferece um local de transmissão com telas gigantes de LED, além de um local para eventos especiais. O Xbox Plaza sediou o primeiro evento WWE SummerSlam Axxess no fim de semana que começou em 22 de agosto de 2009, até o evento SummerSlam  de2009 em 23 de agosto no Staples Center. Em 24 de junho de 2010, o Square foi o local para a estréia oficial do tapete vermelho de A Saga Crepúsculo: Eclipse, entre outros Premiers Mundiais .

### Microsoft Theater e The Novo

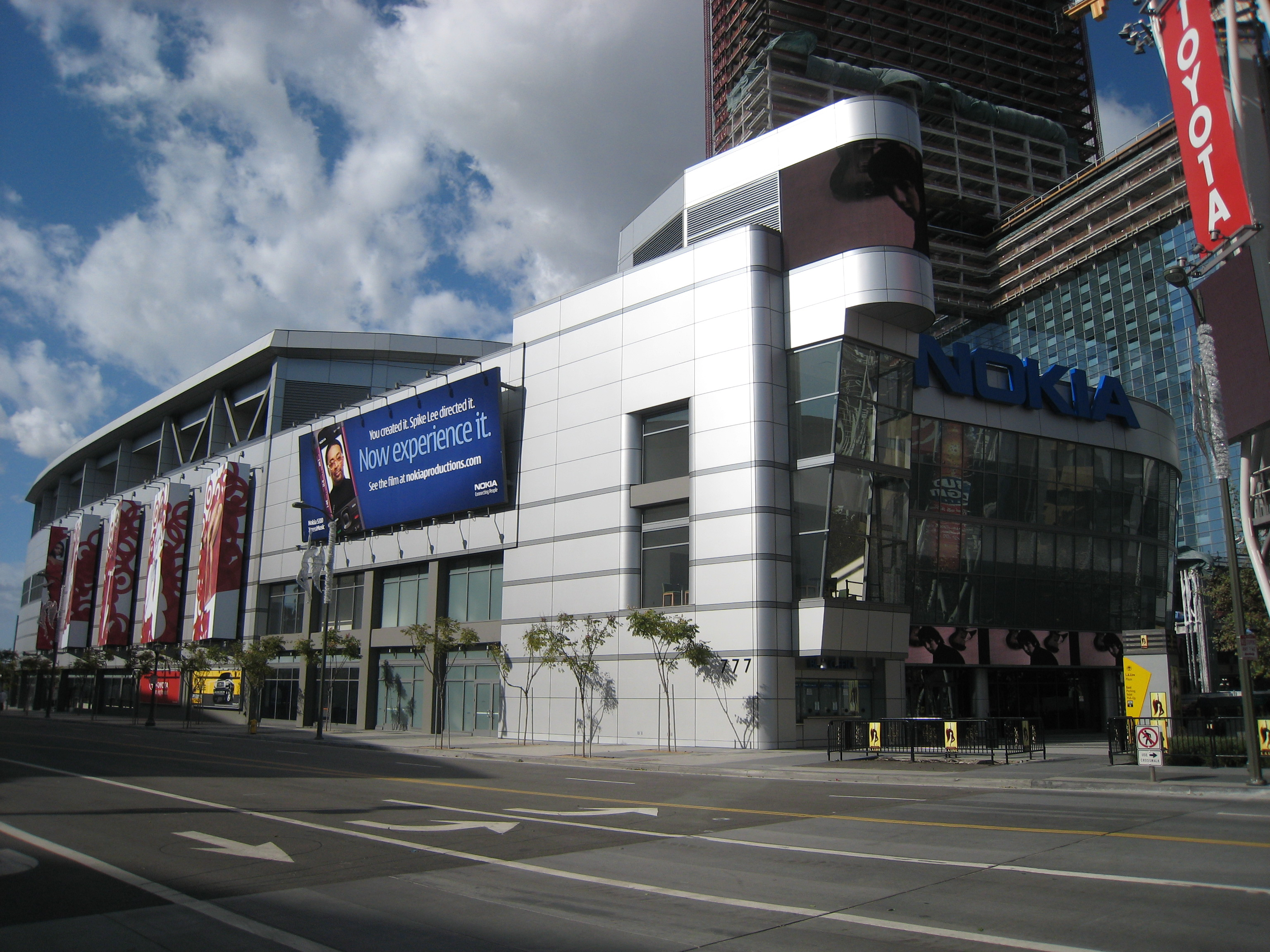
O Microsoft Theatre concluído (anteriormente Nokia Theatre) do Chick Hearn Court

Microsoft Theater (anteriormente Nokia Theater) é um local de música e teatro com capacidade para 7.100 pessoas, e o Novo (antigo Club Nokia) é um local menor, com uma capacidade de 2.300 lugares para música ao vivo e eventos culturais. O teatro recebe o ESPY Awards desde 2008. O primeiro evento agendado realizado no Microsoft Theatre foi um concerto com The Eagles e The Dixie Chicks em 18 de outubro de 2007.  Eventos nacionais organizados desde que incluíram o American Music Awards em 18 de novembro de 2007.  O local também recebeu o final da sétima, oitava e nona temporadas do American Idol em 21 de maio de 2008, 20 de maio de 2009 e 25 de maio de 2010, respectivamente. O álbum ao vivo do artista John Mayer Where the Light Is: John Mayer Live em Los Angeles foi gravado no Microsoft Theatre. Em 11 de março de 2008, a Academia de Artes e Ciências da Televisão anunciou com a AEG que o local seria o local da cerimônia do Primetime Emmy Awards de 2008 até pelo menos 2018. O MTV Video Music Awards de 2010 foi realizado no Microsoft Theater em 12 de setembro de 2010.

### Museu Grammy

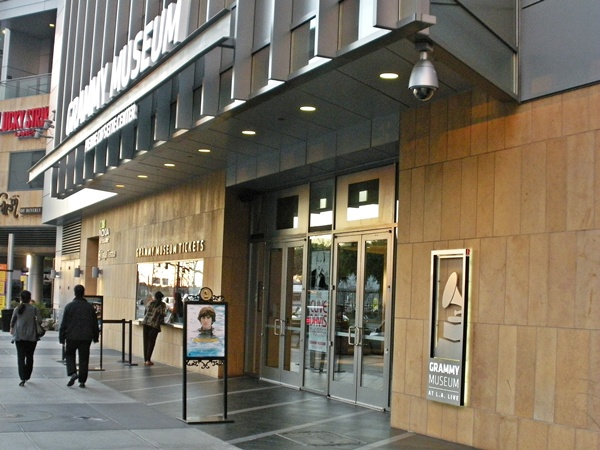
A entrada do Museu Grammy no LA Live

Em 8 de maio de 2007, foi anunciado que a Academia Nacional de Artes e Ciências de Gravação estabeleceria um museu dedicado à história do Grammy .  O museu foi inaugurado em dezembro de 2008 para o 50º aniversário do Grammy Awards. É composto por quatro andares com artefatos de música histórica. Apresentou várias exposições, incluindo a John Lennon Songwriter Exhibit, que foi aberta de 4 de outubro de 2010 a 31 de março de 2011. Nas calçadas das ruas do LA Live estão embutidos discos de bronze, semelhantes à Calçada da Fama de Hollywood, homenageando os principais vencedores de cada ano, Gravação do ano, Melhor artista novo, Álbum do ano e Canção do ano.

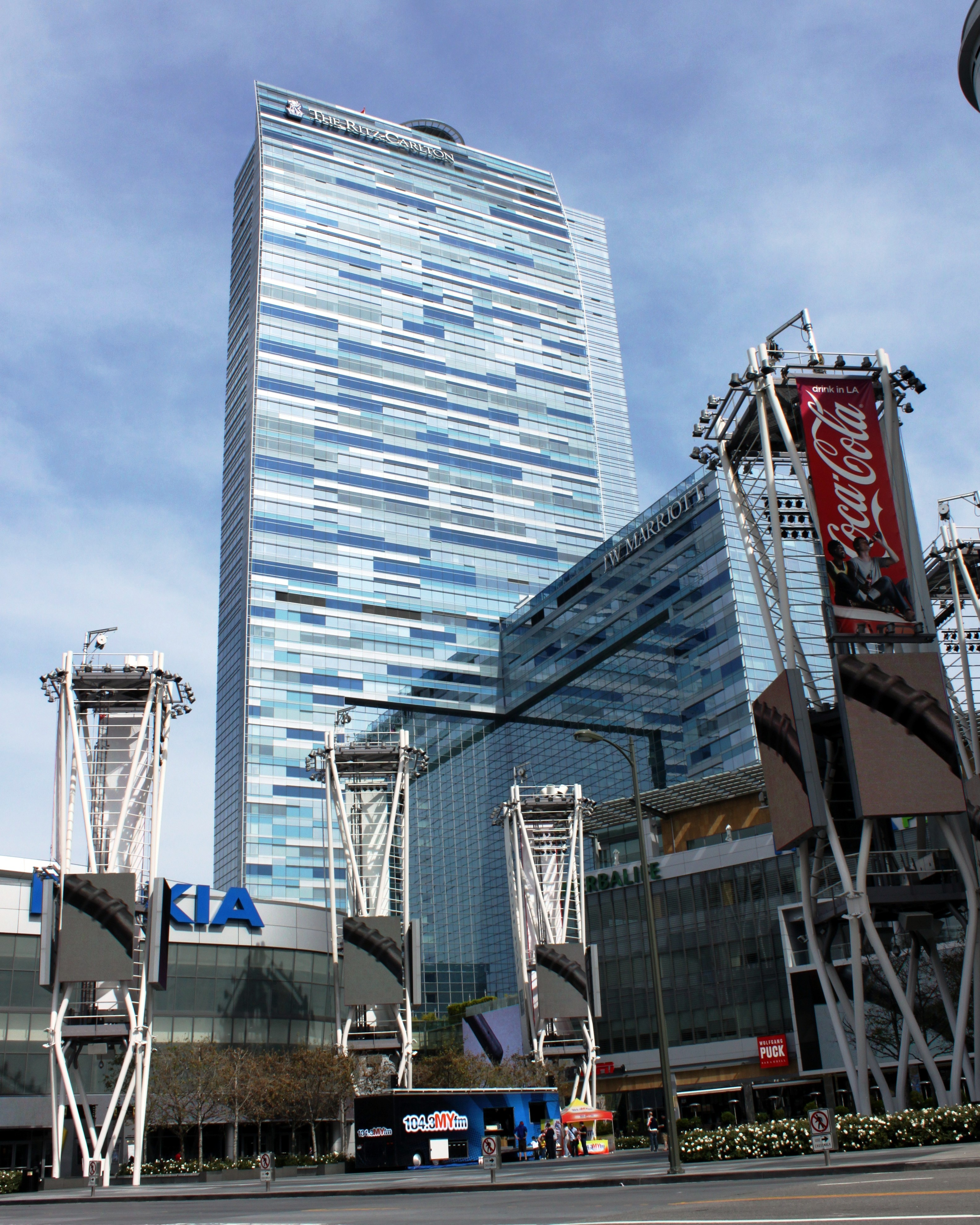
Hotéis Ritz Carlton e JW Marriott da Marriott

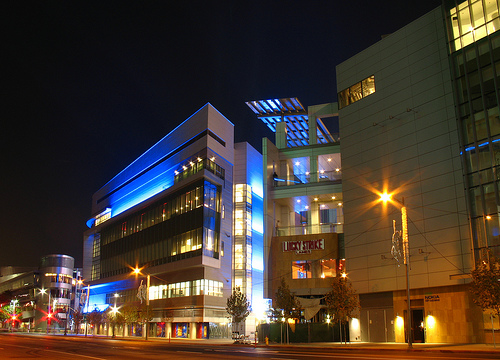
L.A. Live à noite, na Figueroa Street

A peça central do distrito é uma torre híbrida de dois andares e um hotel de 541 quartos, construída em cima do estacionamento diretamente ao norte do Staples Center. Projetado pela Gensler e construído pela Webcor Builders, o arranha-céu contém um hotel JW Marriott com 879 quartos nos andares 3 a 21 e um hotel Ritz-Carlton com123 quartos nos andares 22 a 26. Os andares 27 a 52 abrigam 224 Residences at the Ritz Carlton  Condominiums. O projeto arquitetônico da torre evolui de um "padrão geométrico de vidro cintilante e azul". Trinta e quatro tipos diferentes de vidro foram instalados para criar a fachada com um padrão único. O início da construção da torre ocorreu em junho de 2007.  O projeto foi concluído no primeiro trimestre de 2010.
Em julho de 2014, o Marriott Hotels abriu uma segunda torre híbrida de dois hotéis, com 393 quartos ao norte, através do Olympic Boulevard, com um Marriott Courtyard e um Residence Inn. O projeto foi construído com recursos do programa de vistos EB-5 .
Em março de 2015, a AEG anunciou que adicionaria 755 quartos ao JW Marriott, construindo um arranha-céus no lado norte da Olympic, próximo ao edifício Marriott Courtyard e Residence Inn. O novo edifício seria conectado por uma ponte sobre a estrada e, quando concluído, o JW Marriott seria o segundo maior hotel da Califórnia, com 1.756 quartos.

## Galeria

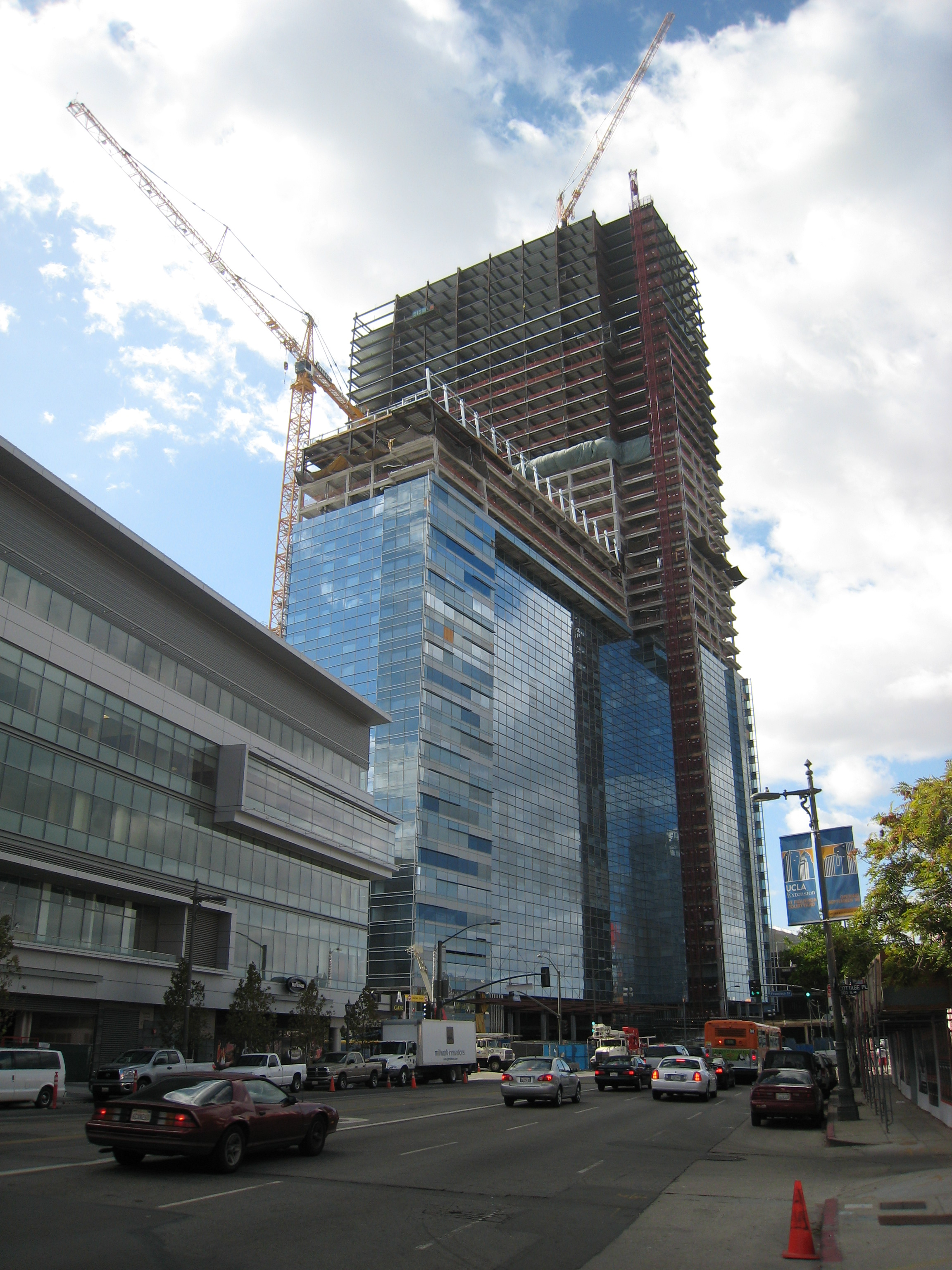
O hotel na Olympic Blvd. em construção em novembro de 2008
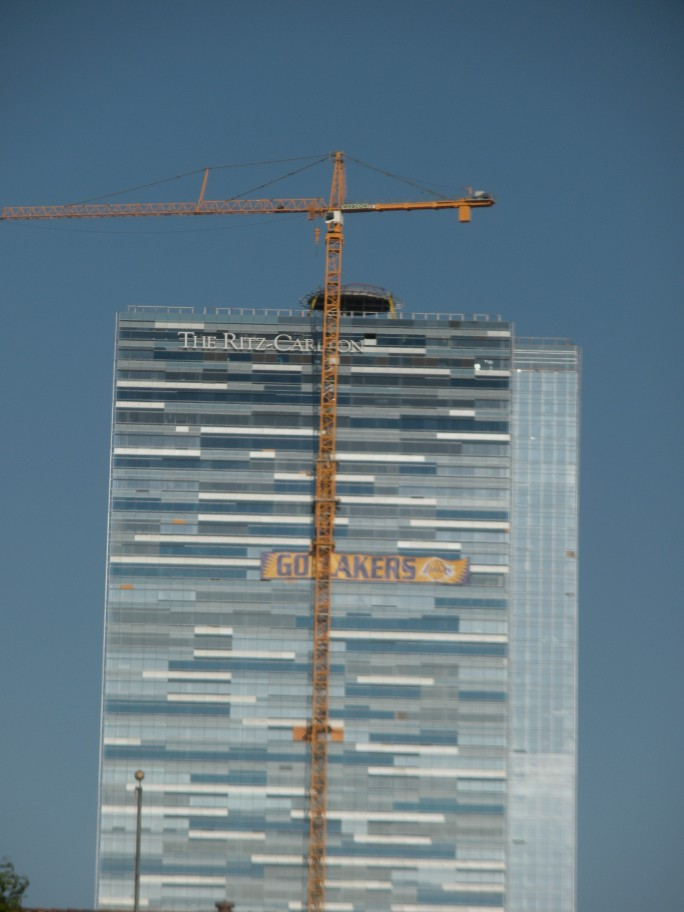
As residências Ritz Carlton concluídas no LA Live